# NFL 2022
Die NFL-Saison 2022 war die 103. Saison im American Football in der National Football League (NFL). Die Saison begann am 8. September 2022 mit der Regular Season und endete am 12. Februar 2023, mit dem Super Bowl LVII im State Farm Stadium in Glendale, Arizona.
Vor der Saison benannte sich das Washington Football Team erneut um und trägt fortan den Namen Washington Commanders.

## Personelles

### Rücktritte
- Guard Brandon Brooks – dreifacher Pro-Bowler und Super-Bowl-Sieger (LII). Spielte in seiner zehnjährigen Karriere für die Houston Texans und Philadelphia Eagles.[2]
- Quarterback Ben Roethlisberger – sechsfacher Pro-Bowler und zweimaliger Super-Bowl-Sieger (XL und XLIII). Spielte in seiner 18-jährigen Karriere durchgehend für die Pittsburgh Steelers.[3]
- Guard Ali Marpet – einmaliger Pro-Bowler und Super-Bowl-Sieger (LV). Spielte in seiner siebenjährigen Karriere ausschließlich für die Tampa Bay Buccaneers.[4]
- Tackle Andrew Whitworth – vierfacher Pro-Bowler, Super-Bowl-Sieger (LVI) und Gewinner des Walter Payton Man of the Year Award. Spielte in seiner 16-jährigen Karriere für die Cincinnati Bengals und Los Angeles Rams.[5]
- Safety Malcolm Jenkins – dreifacher Pro-Bowler und zweimaliger Super-Bowl-Sieger (XLIV und LII). Spielte in seiner 13-jährigen Karriere für die New Orleans Saints und Philadelphia Eagles.[6]
- Punter Sam Koch – Pro-Bowler und Super-Bowl-Sieger (XLVII). Spielte in seiner 18-jährigen Karriere durchgehend für die Baltimore Ravens.[7]
- Runningback Frank Gore – fünffacher Pro-Bowler und Mitglied im NFL 2010s All-Decade Team. Spielte in seiner 16-jährigen Karriere für die San Francisco 49ers, Indianapolis Colts, Miami Dolphins, Buffalo Bills und New York Jets.[8]
- Center Alex Mack – siebenfacher Pro-Bowler und Mitglied im NFL 2010s All-Decade Team. Spielte in seiner 13-jährigen Karriere für die Cleveland Browns, Atlanta Falcons und  San Francisco 49ers.[9]
- Kicker Stephen Gostkowski – dreimaliger Super-Bowl-Sieger (XLIX, LI und LIII) und Mitglied im NFL 2010s All-Decade Team. Spielte in seiner 15-jährigen Karriere für die New England Patriots und Tennessee Titans.[10]
- Tight End Rob Gronkowski – fünffacher Pro-Bowler und viermaliger Super-Bowl-Sieger (XLIX, LI, LIII und LV). Spielte in seiner elfjährigen Karriere für die New England Patriots und Tampa Bay Buccaneers.[11]
- Linebacker Ryan Kerrigan – vierfacher Pro-Bowler. Spielte in seiner elfjährigen Karriere für die Washington Redskins / Football Team und Philadelphia Eagles.[12]
- Wide Receiver Emmanuel Sanders – zweifacher Pro-Bowler und Super-Bowl-Sieger (50). Spielte in seiner zwölfjährigen Karriere für die Pittsburgh Steelers, Denver Broncos, San Francisco 49ers, New Orleans Saints und Buffalo Bills.[13]

### Trainerwechsel

#### Vor der Saison
- Chicago Bears: Am 10. Januar wurde Head Coach Matt Nagy zusammen mit General Manager Ryan Pace entlassen. Zuvor konnte Matt Nagy in vier Jahre zweimal die Playoffs erreichen und einmal die NFC North gewinnen. Am 27. Januar wurde Matt Eberflus, der ehemalige Defensive Coordinator der Indianapolis Colts, verpflichtet.[14][15]
- Denver Broncos: Am 9. Januar wurde Vic Fangio nach drei Saisons entlassen, nachdem er die Broncos kein einziges Mal in die Playoffs führen konnte. Am 27. Januar übernahm Nathaniel Hackett, ehemals der Offensive Coordinator der Green Bay Packers.[16][17]
- Houston Texans: Am 13. Januar wurde David Culley nach nur einer Saison entlassen. Als neuer Trainer wurde der bisherige Defensive Coordinator Lovie Smith befördert.[18][19]
- Jacksonville Jaguars: Am 16. Dezember 2021 wurde Urban Meyer aufgrund anhaltender Probleme gefeuert. Darrell Bevell übernahm als Interims-Trainer bis zum Ende der Saison. Am 3. Februar wurde Doug Pederson als neuer Trainer vorgestellt, Pederson war bereits von 2016 bis 2020 der Trainer der Philadelphia Eagles und gewann mit ihnen den Super Bowl LII.[20][21]
- Las Vegas Raiders: Am 11. Oktober 2021 trat Jon Gruden als Trainer zurück, nachdem rassistische und homophobe E-Mails von ihm aus seiner Zeit bei ESPN publik wurden. Rich Bisaccia übernahm bis zum Saisonende und führte die Raiders in die Playoffs. Als neuer Trainer wurde am 31. Januar Josh McDaniels, der ehemalige Offensive Coordinator der New England Patriots verpflichtet.[22][23]
- Miami Dolphins: Am 10. Januar wurde Brian Flores nach drei Saisons entlassen. Neuer Trainer wurde Mike McDaniel, welcher am 6. Februar verpflichtet wurde. Zuvor war er der Offensive Coordinator der San Francisco 49ers gewesen.[24][25]
- Minnesota Vikings: Am 10. Januar wurde Mike Zimmer zusammen mit General Manager Rick Spielman nach acht Jahren entlassen. In seiner Zeit konnte er dreimal die Playoffs und in der Saison 2017 das NFC Championship Game erreichen. Kevin O’Connell wurde am 16. Februar 2022 als neuer Trainer verpflichtet. Zuvor war er der Offensive Coordinator der Los Angeles Rams und gewann mit ihnen den Super Bowl LVI.[26][27]
- New Orleans Saints: Am 25. Januar  2022 gab Sean Payton seinen Rücktritt nach 15 Jahren bekannt. Er konnte mit den Saints neunmal die Playoffs erreichen und dabei den Super Bowl XLIV gewinnen. Als Nachfolger wurde der bisherige Defensive Coordinator Dennis Allen befördert.[28][29]
- New York Giants: Am 11. Januar 2022 wurde Joe Judge nach zwei Jahren entlassen. Am 28. Januar wurde Brian Daboll, der bisherige Offensive Coordinator der Buffalo Bills, als Nachfolger vorgestellt.[30][31]
- Tampa Bay Buccaneers: Am 30. März 2022 trat Head Coach Bruce Arians zurück. Nachfolger wurde der bisherige Defensive Coordinator Todd Bowles.[32]

#### Während der Saison
- Carolina Panthers: Headcoach Matt Rhule wurde am 10. Oktober 2022 nach einem 1:4-Start entlassen. Sein Nachfolger wurde Steve Wilks.
- Indianapolis Colts: Am 7. November 2022 wurde Headcoach Frank Reich nach einem 3:5:1-Saisonstand entlassen. Nachfolger wurde Jeff Saturday.
- Denver Broncos: Nach einem Saisonstand von 4:11 wurde der Headcoach Nathaniel Hackett durch Jerry Rosburg ersetzt.

## Besondere Vorkommnisse

### Saisonbestleistungen
Folgende Saisonbestleistungen wurden 2022 erreicht:
| Statistikwert           | Spieler                                                                                      | Wert  |
| ----------------------- | -------------------------------------------------------------------------------------------- | ----- |
| Geworfene Yards         | Patrick Mahomes (KAN)                                                                        | 5.316 |
| Geworfene Touchdowns    | Patrick Mahomes (KAN)                                                                        | 43    |
| Erlaufene Yards         | Josh Jacobs (LVR)                                                                            | 1.653 |
| Erlaufene Touchdowns    | Jamaal Williams (DET)                                                                        | 17    |
| Gefangene Pässe         | Justin Jefferson (MIN)                                                                       | 128   |
| Gefangene Yards         | Justin Jefferson (MIN)                                                                       | 1.809 |
| Gefangene Touchdowns    | Davante Adams (LVR)                                                                          | 14    |
| Tackles                 | Foyesade Oluokun (JAX)                                                                       | 184   |
| Sacks                   | Nick Bosa (SFO)                                                                              | 18,5  |
| Interceptions           | Minkah Fitzpatrick (PIT) C. J. Gardner-Johnson (PHI) Justin Simmons (DEN) Tariq Woolen (SEA) | 6     |
| erzwungene Fumbles      | Alex Highsmith (PIT) Haason Reddick (PHI)                                                    | 5     |
| erzielte Punkte         | Jason Myers (SEA)                                                                            | 143   |
| verwandelte Field Goals | Justin Tucker (BAL)                                                                          | 37    |
| gepuntete Yards         | Ryan Stonehouse (TEN)                                                                        | 4.779 |

### Auszeichnungen

#### Spieler der Woche
Die folgenden Spieler wurden zum Spieler der Woche ernannt:
| Woche | Offensive Player of the Week | Offensive Player of the Week       | Defensive Player of the Week    | Defensive Player of the Week  | Special Teams Player of the Week  | Special Teams Player of the Week   |
| Woche | AFC                          | NFC                                | AFC                             | NFC                           | AFC                               | NFC                                |
| ----- | ---------------------------- | ---------------------------------- | ------------------------------- | ----------------------------- | --------------------------------- | ---------------------------------- |
| 1     | Patrick Mahomes QB (Chiefs)  | Saquon Barkley RB (Giants)         | Minkah Fitzpatrick S (Steelers) | Uchenna Nwosu LB (Seahawks)   | Cade York K (Browns)              | Zech McPhearson CB (Eagles)        |
| 2     | Tua Tagovailoa QB (Dolphins) | Amon-Ra St. Brown WR (Lions)       | Jaylen Watson CB (Chiefs)       | Darius Slay CB (Eagles)       | Braden Mann P (Jets)              | Graham Gano K (Giants)             |
| 3     | Trevor Lawrence QB (Jaguars) | Cordarrelle Patterson RB (Falcons) | Trey Hendrickson DE (Bengals)   | Brandon Graham DE (Eagles)    | Corliss Waitman P (Broncos)       | Pat O’Donnell P (Packers)          |
| 4     | Patrick Mahomes QB (Chiefs)  | Geno Smith QB (Seahawks)           | Jordan Poyer S (Bills)          | Haason Reddick LB (Eagles)    | Evan McPherson K (Bengals)        | Greg Joseph K (Vikings)            |
| 5     | Josh Allen QB (Bills)        | Taysom Hill QB (Saints)            | Matthew Judon LB (Patriots)     | Micah Parsons LB (Cowboys)    | Chase McLaughlin K (Colts)        | Cameron Dicker K (Eagles)          |
| 6     | Josh Allen QB (Bills)        | Marcus Mariota QB (Falcons)        | Quinnen Williams DT (Jets)      | Tariq Woolen CB (Seahawks)    | Dustin Hopkins K (Chargers)       | Ryan Wright P (Vikings)            |
| 7     | Joe Burrow QB (Bengals)      | Daniel Jones QB (Giants)           | Sauce Gardner CB (Jets)         | Marco Wilson CB (Cardinals)   | Randy Bullock K (Titans)          | Cairo Santos K (Bears)             |
| 8     | Derrick Henry RB (Titans)    | Christian McCaffrey RB (49ers)     | Dre’Mont Jones DE (Broncos)     | Za’Darius Smith LB (Vikings)  | Nick Folk K (Patriots)            | Will Dissly TE (Seahawks)          |
| 9     | Joe Mixon RB (Bengals)       | Justin Fields QB (Bears)           | Justin Houston LB (Ravens)      | Kerby Joseph SS (Lions)       | Cameron Dicker K (Chargers)       | Jake Camarda P (Buccaneers)        |
| 10    | Jonathan Taylor RB (Colts)   | Justin Jefferson WR (Vikings)      | Alex Highsmith LB (Steelers)    | Devin White LB (Buccaneers)   | Ryan Stonehouse P (Titans)        | Joey Slye K (Commanders)           |
| 11    | Travis Kelce TE (Chiefs)     | Tony Pollard RB (Cowboys)          | Matt Milano LB (Bills)          | Aidan Hutchinson DE (Lions)   | Marcus Jones CB (Patriots)        | Cordarrelle Patterson RB (Falcons) |
| 12    | Josh Jacobs RB (Raiders)     | Jalen Hurts QB (Eagles)            | Ed Oliver DT (Bills)            | Brian Burns DE (Panthers)     | J.K. Scott P (Chargers)           | Kene Nwangwu RB/KR (Vikings)       |
| 13    | Joe Burrow QB (Bengals)      | Jalen Hurts QB (Eagles)            | Chandler Jones DE (Raiders)     | Nick Bosa DE (49ers)          | Donovan Peoples-Jones WR (Browns) | Mike Badgley K (Lions)             |
| 14    | Trevor Lawrence QB (Jaguars) | Baker Mayfield QB (Rams)           | Josh Uche LB (Patriots)         | Brandon Graham DE (Eagles)    | Calais Campbell DE (Ravens)       | Eddy Piñeiro K (Panthers)          |
| 15    | Josh Allen QB (Bills)        | Kirk Cousins QB (Vikings)          | Rayshawn Jenkins S (Jaguars)    | Kayvon Thibodeaux LB (Giants) | Tommy Townsend P (Chiefs)         | Kalif Raymond WR (Lions)           |
| 16    | Joe Burrow QB (Bengals)      | D’Onta Foreman RB (Panthers)       | Cameron Heyward DT (Steelers)   | Nick Bosa DE (49ers)          | Riley Patterson K (Jaguars)       | Greg Joseph K (Vikings)            |
| 17    | Austin Ekeler RB (Chargers)  | Mike Evans WR (Buccaneers)         | Kyle Dugger SS (Patriots)       | Cameron Jordan DE (Saints)    | Corey Bojorquez P (Browns)        | Keisean Nixon CB (Packers)         |
| 18    | Jerry Jeudy WR (Broncos)     | Jamaal Williams RB (Lions)         | Josh Allen OLB (Jaguars)        | Quandre Diggs S (Seahawks)    | Nyheim Hines RB (Bills)           | Jake Elliott K (Eagles)            |

#### Spieler des Monats
Die folgenden Spieler wurden zum Spieler des Monats ernannt:
| Monat     | Offensive Player of the Month | Offensive Player of the Month  | Defensive Player of the Month | Defensive Player of the Month | Special Teams Player of the Month | Special Teams Player of the Month | Rookie of the Month              | Rookie of the Month         |
| Monat     | AFC                           | NFC                            | AFC                           | NFC                           | AFC                               | NFC                               | Offensive                        | Defensive                   |
| --------- | ----------------------------- | ------------------------------ | ----------------------------- | ----------------------------- | --------------------------------- | --------------------------------- | -------------------------------- | --------------------------- |
| Sept.     | Lamar Jackson QB (Ravens)     | Jalen Hurts QB (Eagles)        | Melvin Ingram LB (Dolphins)   | Devin White LB (Buccaneers)   | Tommy Townsend P (Chiefs)         | Mitch Wishnowsky P (49ers)        | Chris Olave WR (Saints)          | Devin Lloyd LB (Jaguars)    |
| Okt.      | Derrick Henry RB (Titans)     | Geno Smith QB (Seahawks)       | Quinnen Williams DE (Jets)    | Za’Darius Smith OLB (Vikings) | Ryan Stonehouse P (Titans)        | Tress Way P (Commanders)          | Kenneth Walker III RB (Seahawks) | Tariq Woolen CB (Seahawks)  |
| Nov.      | Patrick Mahomes QB (Chiefs)   | Justin Jefferson WR (Vikings)  | Derwin James S (Chargers)     | Nick Bosa DE (49ers)          | Tyler Bass K (Bills)              | Joey Slye K (Commanders)          | Christian Watson WR (Packers)    | Aidan Hutchinson DE (Lions) |
| Dez./Jan. | Jerick McKinnon RB (Chiefs)   | Christian McCaffrey RB (49ers) | Roquan Smith LB (Ravens)      | Haason Reddick LB (Eagles)    | Cameron Dicker K (Chargers)       | Younghoe Koo K (Falcons)          | Brock Purdy QB (49ers)           | Aidan Hutchinson DE (Lions) |

#### Jahresabschlussehrung
Am 9. Februar 2023 wurden die besten Spieler der abgelaufenen Saison 2022 geehrt. Die Preisverleihung war die 12. Ausgabe der NFL Honors und fand im Phoenix Symphony Hall in Phoenix, Arizona statt.
| Award                             | Gewinner         | Position      | Team                |
| --------------------------------- | ---------------- | ------------- | ------------------- |
| AP Most Valuable Player           | Patrick Mahomes  | Quarterback   | Kansas City Chiefs  |
| AP Offensive Player of the Year   | Justin Jefferson | Wide Receiver | Minnesota Vikings   |
| AP Defensive Player of the Year   | Nick Bosa        | Defensive End | San Francisco 49ers |
| AP Coach of the Year              | Brian Daboll     | Head Coach    | New York Giants     |
| Pepsi NFL Rookie of the Year      | Aidan Hutchinson | Defensive End | Detroit Lions       |
| AP Offensive Rookie of the Year   | Garrett Wilson   | Wide Receiver | New York Jets       |
| AP Defensive Rookie of the Year   | Sauce Gardner    | Cornerback    | New York Jets       |
| AP Comeback Player of the Year    | Geno Smith       | Quarterback   | Seattle Seahawks    |
| Walter Payton NFL Man of the Year | Dak Prescott     | Quarterback   | Dallas Cowboys      |

## Saisonverlauf
Das Ligajahr begann am 16. März 2022. Ab diesem Zeitpunkt können Verträge mit vertragsfreien Spielern (Free Agent) geschlossen werden. Bereits im Zeitraum zwischen dem 22. Februar und dem 8. März konnten die sogenannten Franchise Tags vergeben werden.

### NFL Draft
Das NFL Combine fand vom 1. bis 7. März 2022 im Lucas Oil Stadium in Indianapolis statt. Der NFL Draft 2022 war vom 28. April bis zum 30. April 2022 in Las Vegas, Nevada. Dabei hatten die Jacksonville Jaguars, da sie 2021 Letzter im Gesamtklassement wurden, das Recht, den ersten Spieler auszuwählen. Mit dem Erstrunden-Pick wählten sie den Defensive End Travon Walker von der University of Georgia. 

### Preseason
Die Trainingscamps für die Saison 2022 fanden von Ende Juli bis August statt. Am 4. August 2022 begann die Spielsaison mit dem Hall of Fame Game, in welchem die Las Vegas Raiders die Jacksonville Jaguars mit 27:11 besiegten.

### Regular Season

#### Spielplan
Nach dem neuen Collective Bargaining Agreement aus dem Jahr 2020 wurde die Saison wie 2021 auf 17 Spiele erweitert. Das zusätzliche Spiel ist gegen eine Mannschaft aus der anderen Conference. Ebenso spielt jedes Team gegen jedes Team der eigenen Division ein Heim- als auch ein Auswärtsspiel (sechs Spiele). Im Rahmen der jährlichen Rotation finden vier Spiele gegen die Teams einer Division aus der eigenen Conference (Intraconference) sowie vier Spiele gegen die Teams einer Division aus der gegnerischen Conference statt (Interconference). Zusätzlich gibt es zwei Spiele (Heim und Auswärts) gegen die Teams der eigenen Conference, die im Vorjahr auf demselben Tabellenplatz abgeschlossen haben (ausgenommen die Division, gegen die das Team auf Grund des Spielplans schon antritt). Der finale Spielplan soll im April 2022 bekanntgegeben werden.
In der Saison 2022 fanden die folgenden Divisionspaarungen statt:
| Intraconference | Intraconference | Intraconference | Interconference | Interconference | Interconference | Added Game | Added Game | Added Game |
| --------------- | --------------- | --------------- | --------------- | --------------- | --------------- | ---------- | ---------- | ---------- |
| AFC East        | vs              | AFC North       | AFC East        | vs              | NFC North       | NFC West   | vs         | AFC East   |
| AFC South       | vs              | AFC West        | AFC South       | vs              | NFC East        | NFC North  | vs         | AFC South  |
| NFC East        | vs              | NFC North       | NFC South       | vs              | AFC North       | NFC South  | vs         | AFC West   |
| NFC West        | vs              | NFC South       | AFC West        | vs              | NFC West        | NFC East   | vs         | AFC North  |

#### International Series
Im Rahmen der NFL International Series fanden in der Saison 2022 drei Spiele im Vereinigten Königreich, ein Spiel in Mexiko und erstmals auch ein Spiel in Deutschland statt. Letzteres wurde am 13. November zwischen den Tampa Bay Buccaneers und den Seattle Seahawks (21:16) vor 69.811 Zuschauern in der Münchner Allianz Arena ausgetragen und live auf ProSieben übertragen. Bis 2025 soll jedes Jahr ein Spiel der NFL in Deutschland (im Wechsel in München und Frankfurt) ausgetragen werden.

#### Resultate
| Woche 1            | Woche 1               | Woche 1           | Woche 1              |
| Datum (a)          | Heimteam              | Erg.              | Auswärtsteam         |
| ------------------ | --------------------- | ----------------- | -------------------- |
| 8. September 2022  | Los Angeles Rams      | 10:31             | Buffalo Bills        |
| 11. September 2022 | Atlanta Falcons       | 26:27             | New Orleans Saints   |
| 11. September 2022 | Carolina Panthers     | 24:26             | Cleveland Browns     |
| 11. September 2022 | Chicago Bears         | 19:10             | San Francisco 49ers  |
| 11. September 2022 | Cincinnati Bengals    | n. V. 20:23 n. V. | Pittsburgh Steelers  |
| 11. September 2022 | Detroit Lions         | 35:38             | Philadelphia Eagles  |
| 11. September 2022 | Houston Texans        | n. V. 20:20 n. V. | Indianapolis Colts   |
| 11. September 2022 | Miami Dolphins        | 20:70             | New England Patriots |
| 11. September 2022 | New York Jets         | 09:24             | Baltimore Ravens     |
| 11. September 2022 | Washington Commanders | 28:22             | Jacksonville Jaguars |
| 11. September 2022 | Arizona Cardinals     | 21:44             | Kansas City Chiefs   |
| 11. September 2022 | Los Angeles Chargers  | 24:19             | Las Vegas Raiders    |
| 11. September 2022 | Minnesota Vikings     | 23:70             | Green Bay Packers    |
| 11. September 2022 | Tennessee Titans      | 20:21             | New York Giants      |
| 11. September 2022 | Dallas Cowboys        | 03:19             | Tampa Bay Buccaneers |
| 12. September 2022 | Seattle Seahawks      | 17:16             | Denver Broncos       |

| Woche 2            | Woche 2              | Woche 2           | Woche 2               |
| Datum (a)          | Heimteam             | Erg.              | Auswärtsteam          |
| ------------------ | -------------------- | ----------------- | --------------------- |
| 15. September 2022 | Kansas City Chiefs   | 27:24             | Los Angeles Chargers  |
| 18. September 2022 | Baltimore Ravens     | 38:42             | Miami Dolphins        |
| 18. September 2022 | Cleveland Browns     | 30:31             | New York Jets         |
| 18. September 2022 | Detroit Lions        | 36:27             | Washington Commanders |
| 18. September 2022 | Jacksonville Jaguars | 24:00             | Indianapolis Colts    |
| 18. September 2022 | New Orleans Saints   | 10:20             | Tampa Bay Buccaneers  |
| 18. September 2022 | New York Giants      | 19:16             | Carolina Panthers     |
| 18. September 2022 | Pittsburgh Steelers  | 14:17             | New England Patriots  |
| 18. September 2022 | Los Angeles Rams     | 31:27             | Atlanta Falcons       |
| 18. September 2022 | San Francisco 49ers  | 27:70             | Seattle Seahawks      |
| 18. September 2022 | Dallas Cowboys       | 20:17             | Cincinnati Bengals    |
| 18. September 2022 | Denver Broncos       | 16:90             | Houston Texans        |
| 18. September 2022 | Las Vegas Raiders    | n. V. 23:29 n. V. | Arizona Cardinals     |
| 18. September 2022 | Green Bay Packers    | 27:10             | Chicago Bears         |
| 19. September 2022 | Buffalo Bills        | 41:70             | Tennessee Titans      |
| 19. September 2022 | Philadelphia Eagles  | 24:70             | Minnesota Vikings     |

| Woche 3            | Woche 3               | Woche 3 | Woche 3              |
| Datum (a)          | Heimteam              | Erg.    | Auswärtsteam         |
| ------------------ | --------------------- | ------- | -------------------- |
| 22. September 2022 | Cleveland Browns      | 29:17   | Pittsburgh Steelers  |
| 25. September 2022 | Carolina Panthers     | 22:14   | New Orleans Saints   |
| 25. September 2022 | Chicago Bears         | 23:20   | Houston Texans       |
| 25. September 2022 | Indianapolis Colts    | 20:17   | Kansas City Chiefs   |
| 25. September 2022 | Miami Dolphins        | 21:19   | Buffalo Bills        |
| 25. September 2022 | Minnesota Vikings     | 28:24   | Detroit Lions        |
| 25. September 2022 | New England Patriots  | 26:37   | Baltimore Ravens     |
| 25. September 2022 | New York Jets         | 12:27   | Cincinnati Bengals   |
| 25. September 2022 | Tennessee Titans      | 24:22   | Las Vegas Raiders    |
| 25. September 2022 | Washington Commanders | 08:24   | Philadelphia Eagles  |
| 25. September 2022 | Los Angeles Chargers  | 10:38   | Jacksonville Jaguars |
| 25. September 2022 | Arizona Cardinals     | 12:20   | Los Angeles Rams     |
| 25. September 2022 | Seattle Seahawks      | 23:27   | Atlanta Falcons      |
| 25. September 2022 | Tampa Bay Buccaneers  | 12:14   | Green Bay Packers    |
| 25. September 2022 | Denver Broncos        | 11:10   | San Francisco 49ers  |
| 26. September 2022 | New York Giants       | 16:23   | Dallas Cowboys       |

| Woche 4            | Woche 4              | Woche 4           | Woche 4               |
| Datum (a)          | Heimteam             | Erg.              | Auswärtsteam          |
| ------------------ | -------------------- | ----------------- | --------------------- |
| 29. September 2022 | Cincinnati Bengals   | 27:15             | Miami Dolphins        |
| 2. Oktober 2022    | New Orleans Saints   | 25:28             | Minnesota Vikings     |
| 2. Oktober 2022    | Atlanta Falcons      | 23:20             | Cleveland Browns      |
| 2. Oktober 2022    | Baltimore Ravens     | 20:23             | Buffalo Bills         |
| 2. Oktober 2022    | Dallas Cowboys       | 25:10             | Washington Commanders |
| 2. Oktober 2022    | Detroit Lions        | 45:48             | Seattle Seahawks      |
| 2. Oktober 2022    | Houston Texans       | 24:34             | Los Angeles Chargers  |
| 2. Oktober 2022    | Indianapolis Colts   | 17:24             | Tennessee Titans      |
| 2. Oktober 2022    | New York Giants      | 20:12             | Chicago Bears         |
| 2. Oktober 2022    | Philadelphia Eagles  | 29:21             | Jacksonville Jaguars  |
| 2. Oktober 2022    | Pittsburgh Steelers  | 20:24             | New York Jets         |
| 2. Oktober 2022    | Carolina Panthers    | 16:26             | Arizona Cardinals     |
| 2. Oktober 2022    | Green Bay Packers    | n. V. 27:24 n. V. | New England Patriots  |
| 2. Oktober 2022    | Las Vegas Raiders    | 32:23             | Denver Broncos        |
| 2. Oktober 2022    | Tampa Bay Buccaneers | 31:41             | Kansas City Chiefs    |
| 3. Oktober 2022    | San Francisco 49ers  | 24:90             | Los Angeles Rams      |

| Woche 5          | Woche 5               | Woche 5           | Woche 5              |
| Datum (a)        | Heimteam              | Erg.              | Auswärtsteam         |
| ---------------- | --------------------- | ----------------- | -------------------- |
| 6. Oktober 2022  | Denver Broncos        | n. V. 09:12 n. V. | Indianapolis Colts   |
| 9. Oktober 2022  | Green Bay Packers     | 22:27             | New York Giants      |
| 9. Oktober 2022  | Buffalo Bills         | 38:30             | Pittsburgh Steelers  |
| 9. Oktober 2022  | Cleveland Browns      | 28:30             | Los Angeles Chargers |
| 9. Oktober 2022  | Jacksonville Jaguars  | 06:13             | Houston Texans       |
| 9. Oktober 2022  | Minnesota Vikings     | 29:22             | Chicago Bears        |
| 9. Oktober 2022  | New England Patriots  | 29:00             | Detroit Lions        |
| 9. Oktober 2022  | New Orleans Saints    | 39:32             | Seattle Seahawks     |
| 9. Oktober 2022  | New York Jets         | 40:17             | Miami Dolphins       |
| 9. Oktober 2022  | Tampa Bay Buccaneers  | 21:15             | Atlanta Falcons      |
| 9. Oktober 2022  | Washington Commanders | 17:21             | Tennessee Titans     |
| 9. Oktober 2022  | Carolina Panthers     | 15:37             | San Francisco 49ers  |
| 9. Oktober 2022  | Arizona Cardinals     | 17:20             | Philadelphia Eagles  |
| 9. Oktober 2022  | Los Angeles Rams      | 10:22             | Dallas Cowboys       |
| 9. Oktober 2022  | Baltimore Ravens      | 19:17             | Cincinnati Bengals   |
| 10. Oktober 2022 | Kansas City Chiefs    | 30:29             | Las Vegas Raiders    |

| Woche 6                                                                       | Woche 6              | Woche 6           | Woche 6               |
| Datum (a)                                                                     | Heimteam             | Erg.              | Auswärtsteam          |
| ----------------------------------------------------------------------------- | -------------------- | ----------------- | --------------------- |
| 13. Oktober 2022                                                              | Chicago Bears        | 07:12             | Washington Commanders |
| 16. Oktober 2022                                                              | Atlanta Falcons      | 28:14             | San Francisco 49ers   |
| 16. Oktober 2022                                                              | Cleveland Browns     | 15:38             | New England Patriots  |
| 16. Oktober 2022                                                              | Green Bay Packers    | 10:27             | New York Jets         |
| 16. Oktober 2022                                                              | Indianapolis Colts   | 34:27             | Jacksonville Jaguars  |
| 16. Oktober 2022                                                              | Miami Dolphins       | 16:24             | Minnesota Vikings     |
| 16. Oktober 2022                                                              | New Orleans Saints   | 26:30             | Cincinnati Bengals    |
| 16. Oktober 2022                                                              | New York Giants      | 24:20             | Baltimore Ravens      |
| 16. Oktober 2022                                                              | Pittsburgh Steelers  | 20:18             | Tampa Bay Buccaneers  |
| 16. Oktober 2022                                                              | Los Angeles Rams     | 24:10             | Carolina Panthers     |
| 16. Oktober 2022                                                              | Seattle Seahawks     | 19:90             | Arizona Cardinals     |
| 16. Oktober 2022                                                              | Kansas City Chiefs   | 20:24             | Buffalo Bills         |
| 16. Oktober 2022                                                              | Philadelphia Eagles  | 26:17             | Dallas Cowboys        |
| 17. Oktober 2022                                                              | Los Angeles Chargers | n. V. 19:16 n. V. | Denver Broncos        |
| Spielfrei: Detroit Lions, Houston Texans, Las Vegas Raiders, Tennessee Titans |                      |                   |                       |

| Woche 7                                                                            | Woche 7               | Woche 7 | Woche 7              |
| Datum (a)                                                                          | Heimteam              | Erg.    | Auswärtsteam         |
| ---------------------------------------------------------------------------------- | --------------------- | ------- | -------------------- |
| 20. Oktober 2022                                                                   | Arizona Cardinals     | 42:34   | New Orleans Saints   |
| 23. Oktober                                                                        | Baltimore Ravens      | 23:20   | Cleveland Browns     |
| 23. Oktober                                                                        | Carolina Panthers     | 21:30   | Tampa Bay Buccaneers |
| 23. Oktober                                                                        | Cincinnati Bengals    | 35:17   | Atlanta Falcons      |
| 23. Oktober                                                                        | Dallas Cowboys        | 24:60   | Detroit Lions        |
| 23. Oktober                                                                        | Jacksonville Jaguars  | 17:23   | New York Giants      |
| 23. Oktober                                                                        | Tennessee Titans      | 19:10   | Indianapolis Colts   |
| 23. Oktober                                                                        | Washington Commanders | 23:21   | Green Bay Packers    |
| 23. Oktober                                                                        | Denver Broncos        | 09:16   | New York Jets        |
| 23. Oktober                                                                        | Las Vegas Raiders     | 38:20   | Houston Texans       |
| 23. Oktober                                                                        | Los Angeles Chargers  | 23:37   | Seattle Seahawks     |
| 23. Oktober                                                                        | San Francisco 49ers   | 23:44   | Kansas City Chiefs   |
| 23. Oktober                                                                        | Miami Dolphins        | 16:10   | Pittsburgh Steelers  |
| 24. Oktober 2022                                                                   | New England Patriots  | 14:33   | Chicago Bears        |
| Spielfrei: Buffalo Bills, Los Angeles Rams, Minnesota Vikings, Philadelphia Eagles |                       |         |                      |

| Woche 8                                             | Woche 8              | Woche 8           | Woche 8               |
| Datum (a)                                           | Heimteam             | Erg.              | Auswärtsteam          |
| --------------------------------------------------- | -------------------- | ----------------- | --------------------- |
| 27. Oktober 2022                                    | Tampa Bay Buccaneers | 22:27             | Baltimore Ravens      |
| 30. Oktober 2022                                    | Jacksonville Jaguars | 17:21             | Denver Broncos        |
| 30. Oktober 2022                                    | Atlanta Falcons      | n. V. 37:34 n. V. | Carolina Panthers     |
| 30. Oktober 2022                                    | Dallas Cowboys       | 49:29             | Chicago Bears         |
| 30. Oktober 2022                                    | Detroit Lions        | 27:31             | Miami Dolphins        |
| 30. Oktober 2022                                    | Minnesota Vikings    | 34:26             | Arizona Cardinals     |
| 30. Oktober 2022                                    | New Orleans Saints   | 24:00             | Las Vegas Raiders     |
| 30. Oktober 2022                                    | New York Jets        | 17:22             | New England Patriots  |
| 30. Oktober 2022                                    | Philadelphia Eagles  | 35:13             | Pittsburgh Steelers   |
| 30. Oktober 2022                                    | Houston Texans       | 10:17             | Tennessee Titans      |
| 30. Oktober 2022                                    | Indianapolis Colts   | 16:17             | Washington Commanders |
| 30. Oktober 2022                                    | Los Angeles Rams     | 14:31             | San Francisco 49ers   |
| 30. Oktober 2022                                    | Seattle Seahawks     | 27:13             | New York Giants       |
| 30. Oktober 2022                                    | Buffalo Bills        | 27:17             | Green Bay Packers     |
| 31. Oktober 2022                                    | Cleveland Browns     | 32:13             | Cincinnati Bengals    |
| Spielfrei: Kansas City Chiefs, Los Angeles Chargers |                      |                   |                       |

| Woche 9 | Woche 9               | Woche 9           | Woche 9              |
| Datum (a) | Heimteam              | Erg.              | Auswärtsteam         |
| --- | --------------------- | ----------------- | -------------------- |
| 3. November 2022 | Houston Texans        | 17:29             | Philadelphia Eagles  |
| 6. November 2022 | Atlanta Falcons       | 17:20             | Los Angeles Chargers |
| 6. November 2022 | Chicago Bears         | 32:35             | Miami Dolphins       |
| 6. November 2022 | Cincinnati Bengals    | 42:21             | Carolina Panthers    |
| 6. November 2022 | Detroit Lions         | 15:90             | Green Bay Packers    |
| 6. November 2022 | Jacksonville Jaguars  | 27:20             | Las Vegas Raiders    |
| 6. November 2022 | New England Patriots  | 26:30             | Indianapolis Colts   |
| 6. November 2022 | New York Jets         | 20:17             | Buffalo Bills        |
| 6. November 2022 | Washington Commanders | 17:20             | Minnesota Vikings    |
| 6. November 2022 | Arizona Cardinals     | 21:31             | Seattle Seahawks     |
| 6. November 2022 | Tampa Bay Buccaneers  | 16:13             | Los Angeles Rams     |
| 6. November 2022 | Kansas City Chiefs    | n. V. 20:17 n. V. | Tennessee Titans     |
| 7. November 2022 | New Orleans Saints    | 13:27             | Baltimore Ravens     |
| Spielfrei: Cleveland Browns, Dallas Cowboys, Denver Broncos, New York Giants, Pittsburgh Steelers, San Francisco 49ers |                       |                   |                      |

| Woche 10                                                                             | Woche 10             | Woche 10          | Woche 10              |
| Datum (a)                                                                            | Heimteam             | Erg.              | Auswärtsteam          |
| ------------------------------------------------------------------------------------ | -------------------- | ----------------- | --------------------- |
| 10. November 2022                                                                    | Carolina Panthers    | 25:15             | Atlanta Falcons       |
| 13. November 2022                                                                    | Tampa Bay Buccaneers | 21:16             | Seattle Seahawks      |
| 13. November 2022                                                                    | Buffalo Bills        | n. V. 30:33 n. V. | Minnesota Vikings     |
| 13. November 2022                                                                    | Chicago Bears        | 30:31             | Detroit Lions         |
| 13. November 2022                                                                    | Kansas City Chiefs   | 27:17             | Jacksonville Jaguars  |
| 13. November 2022                                                                    | Miami Dolphins       | 39:17             | Cleveland Browns      |
| 13. November 2022                                                                    | New York Giants      | 24:16             | Houston Texans        |
| 13. November 2022                                                                    | Pittsburgh Steelers  | 20:10             | New Orleans Saints    |
| 13. November 2022                                                                    | Tennessee Titans     | 17:10             | Denver Broncos        |
| 13. November 2022                                                                    | Las Vegas Raiders    | 20:25             | Indianapolis Colts    |
| 13. November 2022                                                                    | Green Bay Packers    | n. V. 31:28 n. V. | Dallas Cowboys        |
| 13. November 2022                                                                    | Los Angeles Rams     | 17:27             | Arizona Cardinals     |
| 13. November 2022                                                                    | San Francisco 49ers  | 22:16             | Los Angeles Chargers  |
| 14. November 2022                                                                    | Philadelphia Eagles  | 21:32             | Washington Commanders |
| Spielfrei: Baltimore Ravens, Cincinnati Bengals, New England Patriots, New York Jets |                      |                   |                       |

| Woche 11                                                                                | Woche 11             | Woche 11          | Woche 11              |
| Datum (a)                                                                               | Heimteam             | Erg.              | Auswärtsteam          |
| --------------------------------------------------------------------------------------- | -------------------- | ----------------- | --------------------- |
| 17. November 2022                                                                       | Green Bay Packers    | 17:27             | Tennessee Titans      |
| 20. November 2022                                                                       | Atlanta Falcons      | 27:24             | Chicago Bears         |
| 20. November 2022                                                                       | Baltimore Ravens     | 13:30             | Carolina Panthers     |
| 20. November 2022                                                                       | Buffalo Bills        | 31:23             | Cleveland Browns      |
| 20. November 2022                                                                       | Houston Texans       | 10:23             | Washington Commanders |
| 20. November 2022                                                                       | Indianapolis Colts   | 16:17             | Philadelphia Eagles   |
| 20. November 2022                                                                       | New England Patriots | 10:30             | New York Jets         |
| 20. November 2022                                                                       | New Orleans Saints   | 27:20             | Los Angeles Rams      |
| 20. November 2022                                                                       | New York Giants      | 18:31             | Detroit Lions         |
| 20. November 2022                                                                       | Denver Broncos       | n. V. 16:22 n. V. | Las Vegas Raiders     |
| 20. November 2022                                                                       | Minnesota Vikings    | 03:40             | Dallas Cowboys        |
| 20. November 2022                                                                       | Pittsburgh Steelers  | 30:37             | Cincinnati Bengals    |
| 20. November 2022                                                                       | Los Angeles Chargers | 27:30             | Kansas City Chiefs    |
| 21. November 2022                                                                       | Arizona Cardinals    | 10:38             | San Francisco 49ers   |
| Spielfrei: Jacksonville Jaguars, Miami Dolphins, Seattle Seahawks, Tampa Bay Buccaneers |                      |                   |                       |

| Woche 12                         | Woche 12              | Woche 12          | Woche 12             |
| Datum (a)                        | Heimteam              | Erg.              | Auswärtsteam         |
| -------------------------------- | --------------------- | ----------------- | -------------------- |
| 24. November 2022 (Thanksgiving) | Detroit Lions         | 25:28             | Buffalo Bills        |
| 24. November 2022 (Thanksgiving) | Dallas Cowboys        | 28:20             | New York Giants      |
| 24. November 2022 (Thanksgiving) | Minnesota Vikings     | 33:26             | New England Patriots |
| 27. November 2022                | Carolina Panthers     | 23:10             | Denver Broncos       |
| 27. November 2022                | Cleveland Browns      | n. V. 23:17 n. V. | Tampa Bay Buccaneers |
| 27. November 2022                | Jacksonville Jaguars  | 28:27             | Baltimore Ravens     |
| 27. November 2022                | Miami Dolphins        | 30:15             | Houston Texans       |
| 27. November 2022                | New York Jets         | 31:10             | Chicago Bears        |
| 27. November 2022                | Tennessee Titans      | 16:20             | Cincinnati Bengals   |
| 27. November 2022                | Washington Commanders | 19:13             | Atlanta Falcons      |
| 27. November 2022                | Arizona Cardinals     | 24:25             | Los Angeles Chargers |
| 27. November 2022                | Seattle Seahawks      | n. V. 34:40 n. V. | Las Vegas Raiders    |
| 27. November 2022                | Kansas City Chiefs    | 26:10             | Los Angeles Rams     |
| 27. November 2022                | San Francisco 49ers   | 13:00             | New Orleans Saints   |
| 27. November 2022                | Philadelphia Eagles   | 40:33             | Green Bay Packers    |
| 28. November 2022                | Indianapolis Colts    | 17:24             | Pittsburgh Steelers  |

| Woche 13                                        | Woche 13             | Woche 13          | Woche 13              |
| Datum (a)                                       | Heimteam             | Erg.              | Auswärtsteam          |
| ----------------------------------------------- | -------------------- | ----------------- | --------------------- |
| 1. Dezember                                     | New England Patriots | 10:24             | Buffalo Bills         |
| 4. Dezember                                     | Atlanta Falcons      | 16:19             | Pittsburgh Steelers   |
| 4. Dezember                                     | Baltimore Ravens     | 10:90             | Denver Broncos        |
| 4. Dezember                                     | Chicago Bears        | 19:28             | Green Bay Packers     |
| 4. Dezember                                     | Detroit Lions        | 40:14             | Jacksonville Jaguars  |
| 4. Dezember                                     | Houston Texans       | 14:27             | Cleveland Browns      |
| 4. Dezember                                     | Minnesota Vikings    | 27:22             | New York Jets         |
| 4. Dezember                                     | New York Giants      | n. V. 20:20 n. V. | Washington Commanders |
| 4. Dezember                                     | Philadelphia Eagles  | 35:10             | Tennessee Titans      |
| 4. Dezember                                     | Los Angeles Rams     | 23:27             | Seattle Seahawks      |
| 4. Dezember                                     | San Francisco 49ers  | 33:17             | Miami Dolphins        |
| 4. Dezember                                     | Cincinnati Bengals   | 27:24             | Kansas City Chiefs    |
| 4. Dezember                                     | Las Vegas Raiders    | 27:20             | Los Angeles Chargers  |
| 4. Dezember                                     | Dallas Cowboys       | 54:19             | Indianapolis Colts    |
| 5. Dezember 2022                                | Tampa Bay Buccaneers | 17:16             | New Orleans Saints    |
| Spielfrei: Arizona Cardinals, Carolina Panthers |                      |                   |                       |

| Woche 14 | Woche 14             | Woche 14 | Woche 14             |
| Datum (a) | Heimteam             | Erg.     | Auswärtsteam         |
| --- | -------------------- | -------- | -------------------- |
| 8. Dezember 2022 | Los Angeles Rams     | 17:16    | Las Vegas Raiders    |
| 11. Dezember 2022 | Buffalo Bills        | 20:12    | New York Jets        |
| 11. Dezember 2022 | Cincinnati Bengals   | 23:10    | Cleveland Browns     |
| 11. Dezember 2022 | Dallas Cowboys       | 27:23    | Houston Texans       |
| 11. Dezember 2022 | Detroit Lions        | 34:23    | Minnesota Vikings    |
| 11. Dezember 2022 | New York Giants      | 22:48    | Philadelphia Eagles  |
| 11. Dezember 2022 | Pittsburgh Steelers  | 14:16    | Baltimore Ravens     |
| 11. Dezember 2022 | Tennessee Titans     | 22:36    | Jacksonville Jaguars |
| 11. Dezember 2022 | Seattle Seahawks     | 24:30    | Carolina Panthers    |
| 11. Dezember 2022 | San Francisco 49ers  | 35:70    | Tampa Bay Buccaneers |
| 11. Dezember 2022 | Denver Broncos       | 28:34    | Kansas City Chiefs   |
| 11. Dezember 2022 | Los Angeles Chargers | 23:17    | Miami Dolphins       |
| 12. Dezember 2022 | Arizona Cardinals    | 13:27    | New England Patriots |
| Spielfrei: Atlanta Falcons, Chicago Bears, Green Bay Packers, Indianapolis Colts, New Orleans Saints, Washington Commanders |                      |          |                      |

| Woche 15          | Woche 15              | Woche 15          | Woche 15             |
| Datum (a)         | Heimteam              | Erg.              | Auswärtsteam         |
| ----------------- | --------------------- | ----------------- | -------------------- |
| 15. Dezember 2022 | Seattle Seahawks      | 13:21             | San Francisco 49ers  |
| 17. Dezember 2022 | Minnesota Vikings     | n. V. 39:36 n. V. | Indianapolis Colts   |
| 17. Dezember 2022 | Cleveland Browns      | 13:30             | Baltimore Ravens     |
| 17. Dezember 2022 | Buffalo Bills         | 32:29             | Miami Dolphins       |
| 18. Dezember 2022 | New Orleans Saints    | 21:18             | Atlanta Falcons      |
| 18. Dezember 2022 | Carolina Panthers     | 16:24             | Pittsburgh Steelers  |
| 18. Dezember 2022 | Chicago Bears         | 20:25             | Philadelphia Eagles  |
| 18. Dezember 2022 | Houston Texans        | n. V. 24:30 n. V. | Kansas City Chiefs   |
| 18. Dezember 2022 | Jacksonville Jaguars  | n. V. 40:34 n. V. | Dallas Cowboys       |
| 18. Dezember 2022 | New York Jets         | 17:20             | Detroit Lions        |
| 18. Dezember 2022 | Denver Broncos        | 24:15             | Arizona Cardinals    |
| 18. Dezember 2022 | Los Angeles Chargers  | 17:14             | Tennessee Titans     |
| 18. Dezember 2022 | Tampa Bay Buccaneers  | 23:34             | Cincinnati Bengals   |
| 18. Dezember 2022 | Las Vegas Raiders     | 30:24             | New England Patriots |
| 18. Dezember 2022 | Washington Commanders | 12:20             | New York Giants      |
| 19. Dezember 2022 | Green Bay Packers     | 24:12             | Los Angeles Rams     |

| Woche 16          | Woche 16             | Woche 16          | Woche 16              |
| Datum (a)         | Heimteam             | Erg.              | Auswärtsteam          |
| ----------------- | -------------------- | ----------------- | --------------------- |
| 22. Dezember 2022 | New York Jets        | 03:19             | Jacksonville Jaguars  |
| 24. Dezember 2022 | Baltimore Ravens     | 17:90             | Atlanta Falcons       |
| 24. Dezember 2022 | Carolina Panthers    | 37:23             | Detroit Lions         |
| 24. Dezember 2022 | Chicago Bears        | 13:35             | Buffalo Bills         |
| 24. Dezember 2022 | Cleveland Browns     | 10:17             | New Orleans Saints    |
| 24. Dezember 2022 | Kansas City Chiefs   | 24:10             | Seattle Seahawks      |
| 24. Dezember 2022 | Minnesota Vikings    | 27:24             | New York Giants       |
| 24. Dezember 2022 | New England Patriots | 18:22             | Cincinnati Bengals    |
| 24. Dezember 2022 | Tennessee Titans     | 14:19             | Houston Texans        |
| 24. Dezember 2022 | San Francisco 49ers  | 37:20             | Washington Commanders |
| 24. Dezember 2022 | Dallas Cowboys       | 40:34             | Philadelphia Eagles   |
| 24. Dezember 2022 | Pittsburgh Steelers  | 13:10             | Las Vegas Raiders     |
| 25. Dezember 2022 | Miami Dolphins       | 20:26             | Green Bay Packers     |
| 25. Dezember 2022 | Los Angeles Rams     | 51:14             | Denver Broncos        |
| 25. Dezember 2022 | Arizona Cardinals    | n. V. 16:19 n. V. | Tampa Bay Buccaneers  |
| 26. Dezember 2022 | Indianapolis Colts   | 03:20             | Los Angeles Chargers  |

| Woche 17          | Woche 17              | Woche 17          | Woche 17             |
| Datum (a)         | Heimteam              | Erg.              | Auswärtsteam         |
| ----------------- | --------------------- | ----------------- | -------------------- |
| 29. Dezember 2022 | Tennessee Titans      | 13:27             | Dallas Cowboys       |
| 1. Januar 2023    | Atlanta Falcons       | 20:19             | Arizona Cardinals    |
| 1. Januar 2023    | Baltimore Ravens      | 13:16             | Pittsburgh Steelers  |
| 1. Januar 2023    | Detroit Lions         | 41:10             | Chicago Bears        |
| 1. Januar 2023    | Houston Texans        | 03:31             | Jacksonville Jaguars |
| 1. Januar 2023    | Kansas City Chiefs    | 27:24             | Denver Broncos       |
| 1. Januar 2023    | New England Patriots  | 23:21             | Miami Dolphins       |
| 1. Januar 2023    | New York Giants       | 38:10             | Indianapolis Colts   |
| 1. Januar 2023    | Philadelphia Eagles   | 10:20             | New Orleans Saints   |
| 1. Januar 2023    | Tampa Bay Buccaneers  | 30:24             | Carolina Panthers    |
| 1. Januar 2023    | Washington Commanders | 10:24             | Cleveland Browns     |
| 1. Januar 2023    | Las Vegas Raiders     | n. V. 34:37 n. V. | San Francisco 49ers  |
| 1. Januar 2023    | Seattle Seahawks      | 23:60             | New York Jets        |
| 1. Januar 2023    | Green Bay Packers     | 41:17             | Minnesota Vikings    |
| 1. Januar 2023    | Los Angeles Chargers  | 31:10             | Los Angeles Rams     |
| 2. Januar 2023    | Cincinnati Bengals    | abg. (b)          | Buffalo Bills        |

| Woche 18       | Woche 18              | Woche 18          | Woche 18             |
| Datum (a)      | Heimteam              | Erg.              | Auswärtsteam         |
| -------------- | --------------------- | ----------------- | -------------------- |
| 7. Januar 2023 | Las Vegas Raiders     | 13:31             | Kansas City Chiefs   |
| 7. Januar 2023 | Jacksonville Jaguars  | 20:16             | Tennessee Titans     |
| 8. Januar 2023 | Atlanta Falcons       | 30:17             | Tampa Bay Buccaneers |
| 8. Januar 2023 | Buffalo Bills         | 35:23             | New England Patriots |
| 8. Januar 2023 | Chicago Bears         | 13:29             | Minnesota Vikings    |
| 8. Januar 2023 | Cincinnati Bengals    | 27:16             | Baltimore Ravens     |
| 8. Januar 2023 | Indianapolis Colts    | 31:32             | Houston Texans       |
| 8. Januar 2023 | Miami Dolphins        | 11:60             | New York Jets        |
| 8. Januar 2023 | New Orleans Saints    | 07:10             | Carolina Panthers    |
| 8. Januar 2023 | Pittsburgh Steelers   | 28:14             | Cleveland Browns     |
| 8. Januar 2023 | Philadelphia Eagles   | 22:16             | New York Giants      |
| 8. Januar 2023 | Washington Commanders | 26:60             | Dallas Cowboys       |
| 8. Januar 2023 | Denver Broncos        | 31:28             | Los Angeles Chargers |
| 8. Januar 2023 | Seattle Seahawks      | n. V. 19:16 n. V. | Los Angeles Rams     |
| 8. Januar 2023 | San Francisco 49ers   | 38:13             | Arizona Cardinals    |
| 8. Januar 2023 | Green Bay Packers     | 16:20             | Detroit Lions        |

#### Divisions
| AFC East             | AFC East | AFC East | AFC East | AFC East | AFC East | AFC East | AFC East | AFC East | AFC East | AFC East |
| Team                 | S        | N        | U        | SQ       | P+       | P−       | Diff.    | DIV      | CONF     | Serie    |
| -------------------- | -------- | -------- | -------- | -------- | -------- | -------- | -------- | -------- | -------- | -------- |
| Buffalo Bills        | 13       | 3        | 0        | 0,813    | 455      | 286      | +169     | 4–2      | 9–2      | 7S       |
| Miami Dolphins       | 9        | 8        | 0        | 0,529    | 397      | 399      | −2       | 3–3      | 7–5      | 1S       |
| New England Patriots | 8        | 9        | 0        | 0,471    | 364      | 347      | +17      | 3–3      | 6–6      | 1N       |
| New York Jets        | 7        | 10       | 0        | 0,412    | 296      | 316      | −20      | 2–4      | 5–7      | 6N       |

| NFC East              | NFC East | NFC East | NFC East | NFC East | NFC East | NFC East | NFC East | NFC East | NFC East | NFC East |
| Team                  | S        | N        | U        | SQ       | P+       | P−       | Diff.    | DIV      | CONF     | Serie    |
| --------------------- | -------- | -------- | -------- | -------- | -------- | -------- | -------- | -------- | -------- | -------- |
| Philadelphia Eagles   | 14       | 3        | 0        | 0,824    | 477      | 344      | +133     | 4–2      | 9–3      | 1S       |
| Dallas Cowboys        | 12       | 5        | 0        | 0,706    | 467      | 342      | +125     | 4–2      | 8–4      | 1N       |
| New York Giants       | 9        | 7        | 1        | 0,559    | 365      | 371      | −6       | 1–4–1    | 4–7–1    | 1N       |
| Washington Commanders | 8        | 8        | 1        | 0,500    | 321      | 343      | −22      | 2–3–1    | 5–6–1    | 1S       |

| AFC North           | AFC North | AFC North | AFC North | AFC North | AFC North | AFC North | AFC North | AFC North | AFC North | AFC North |
| Team                | S         | N         | U         | SQ        | P+        | P−        | Diff.     | DIV       | CONF      | Serie     |
| ------------------- | --------- | --------- | --------- | --------- | --------- | --------- | --------- | --------- | --------- | --------- |
| Cincinnati Bengals  | 12        | 4         | 0         | 0,750     | 418       | 322       | +96       | 3–3       | 8–3       | 8S        |
| Baltimore Ravens    | 10        | 7         | 0         | 0,588     | 350       | 315       | +35       | 3–3       | 6–6       | 2N        |
| Pittsburgh Steelers | 9         | 8         | 0         | 0,529     | 308       | 346       | −38       | 3–3       | 5–7       | 4S        |
| Cleveland Browns    | 7         | 10        | 0         | 0,412     | 361       | 381       | −20       | 3–3       | 4–8       | 1N        |

| NFC North         | NFC North | NFC North | NFC North | NFC North | NFC North | NFC North | NFC North | NFC North | NFC North | NFC North |
| Team              | S         | N         | U         | SQ        | P+        | P−        | Diff.     | DIV       | CONF      | Serie     |
| ----------------- | --------- | --------- | --------- | --------- | --------- | --------- | --------- | --------- | --------- | --------- |
| Minnesota Vikings | 13        | 4         | 0         | 0,765     | 424       | 427       | −3        | 4–2       | 8–4       | 1S        |
| Detroit Lions     | 9         | 8         | 0         | 0,529     | 453       | 427       | +26       | 5–1       | 7–5       | 2S        |
| Green Bay Packers | 8         | 9         | 0         | 0,471     | 370       | 371       | −1        | 3–3       | 6–6       | 1N        |
| Chicago Bears     | 3         | 14        | 0         | 0,176     | 326       | 463       | −137      | 0–6       | 1–11      | 10N       |

| AFC South            | AFC South | AFC South | AFC South | AFC South | AFC South | AFC South | AFC South | AFC South | AFC South | AFC South |
| Team                 | S         | N         | U         | SQ        | P+        | P−        | Diff.     | DIV       | CONF      | Serie     |
| -------------------- | --------- | --------- | --------- | --------- | --------- | --------- | --------- | --------- | --------- | --------- |
| Jacksonville Jaguars | 9         | 8         | 0         | 0,529     | 404       | 350       | +54       | 4–2       | 8–4       | 5S        |
| Tennessee Titans     | 7         | 10        | 0         | 0,412     | 298       | 359       | −61       | 3–3       | 5–7       | 7N        |
| Indianapolis Colts   | 4         | 12        | 1         | 0,265     | 289       | 427       | −138      | 1–4–1     | 4–7–1     | 7N        |
| Houston Texans       | 3         | 13        | 1         | 0,206     | 289       | 420       | −131      | 3–2–1     | 3–8–1     | 1S        |

| NFC South            | NFC South | NFC South | NFC South | NFC South | NFC South | NFC South | NFC South | NFC South | NFC South | NFC South |
| Team                 | S         | N         | U         | SQ        | P+        | P−        | Diff.     | DIV       | CONF      | Serie     |
| -------------------- | --------- | --------- | --------- | --------- | --------- | --------- | --------- | --------- | --------- | --------- |
| Tampa Bay Buccaneers | 8         | 9         | 0         | 0,471     | 313       | 358       | −45       | 4–2       | 8–4       | 1N        |
| Carolina Panthers a  | 7         | 10        | 0         | 0,412     | 347       | 374       | −27       | 4–2       | 6–6       | 1S        |
| New Orleans Saints a | 7         | 10        | 0         | 0,412     | 330       | 345       | −15       | 2–4       | 5–7       | 1N        |
| Atlanta Falcons a    | 7         | 10        | 0         | 0,412     | 365       | 386       | −21       | 2–4       | 6–6       | 2S        |

| AFC West             | AFC West | AFC West | AFC West | AFC West | AFC West | AFC West | AFC West | AFC West | AFC West | AFC West |
| Team                 | S        | N        | U        | SQ       | P+       | P−       | Diff.    | DIV      | CONF     | Serie    |
| -------------------- | -------- | -------- | -------- | -------- | -------- | -------- | -------- | -------- | -------- | -------- |
| Kansas City Chiefs   | 14       | 3        | 0        | 0,824    | 496      | 369      | +127     | 6–0      | 9–3      | 5S       |
| Los Angeles Chargers | 10       | 7        | 0        | 0,588    | 391      | 384      | +7       | 2–4      | 7–5      | 1N       |
| Las Vegas Raiders    | 6        | 11       | 0        | 0,353    | 395      | 418      | −23      | 3–3      | 5–7      | 3N       |
| Denver Broncos       | 5        | 12       | 0        | 0,294    | 287      | 359      | −72      | 1–5      | 3–9      | 1S       |

| NFC West            | NFC West | NFC West | NFC West | NFC West | NFC West | NFC West | NFC West | NFC West | NFC West | NFC West |
| Team                | S        | N        | U        | SQ       | P+       | P−       | Diff.    | DIV      | CONF     | Serie    |
| ------------------- | -------- | -------- | -------- | -------- | -------- | -------- | -------- | -------- | -------- | -------- |
| San Francisco 49ers | 13       | 4        | 0        | 0,765    | 450      | 277      | +173     | 6–0      | 10–2     | 10S      |
| Seattle Seahawks    | 9        | 8        | 0        | 0,529    | 407      | 401      | +6       | 4–2      | 6–6      | 2S       |
| Los Angeles Rams    | 5        | 12       | 0        | 0,294    | 307      | 384      | −77      | 1–5      | 3–9      | 2N       |
| Arizona Cardinals   | 4        | 13       | 0        | 0,235    | 340      | 449      | −109     | 1–5      | 3–9      | 7N       |

 Division-Sieger
Quelle: Standings auf nfl.com

#### Conference
| AFC              | AFC                  | AFC              | AFC              | AFC              | AFC              | AFC              | AFC              | AFC              | AFC              |
| Platz            | Team                 | Division         | S                | N                | U                | SQ               | CONF             | SOV              | SOS              |
| Division leaders | Division leaders     | Division leaders | Division leaders | Division leaders | Division leaders | Division leaders | Division leaders | Division leaders | Division leaders |
| ---------------- | -------------------- | ---------------- | ---------------- | ---------------- | ---------------- | ---------------- | ---------------- | ---------------- | ---------------- |
| 1                | Kansas City Chiefs   | West             | 14               | 3                | 0                | 0,824            | 9–3              | 0,422            | 0,453            |
| 2                | Buffalo Bills        | East             | 13               | 3                | 0                | 0,813            | 9–2              | 0,471            | 0,489            |
| 3                | Cincinnati Bengals   | North            | 12               | 4                | 0                | 0,750            | 8–3              | 0,490            | 0,507            |
| 4                | Jacksonville Jaguars | South            | 9                | 8                | 0                | 0,529            | 8–4              | 0,438            | 0,467            |
| Wild Cards       |                      |                  |                  |                  |                  |                  |                  |                  |                  |
| 5 c              | Los Angeles Chargers | West             | 10               | 7                | 0                | 0,588            | 7–5              | 0,341            | 0,443            |
| 6 c              | Baltimore Ravens     | North            | 10               | 7                | 0                | 0,588            | 6–6              | 0,456            | 0,509            |
| 7 b              | Miami Dolphins       | East             | 9                | 8                | 0                | 0,529            | 7–5              | 0,457            | 0,537            |
| Ausgeschieden    |                      |                  |                  |                  |                  |                  |                  |                  |                  |
| 8 b              | Pittsburgh Steelers  | North            | 9                | 8                | 0                | 0,529            | 5–7              | 0,451            | 0,519            |
| 9                | New England Patriots | East             | 8                | 9                | 0                | 0,471            | 6–6              | 0,415            | 0,502            |
| 10 x             | New York Jets        | East             | 7                | 10               | 0                | 0,412            | 5–7              | 0,458            | 0,538            |
| 11 x             | Tennessee Titans     | South            | 7                | 10               | 0                | 0,412            | 5–7              | 0,336            | 0,509            |
| 12 x             | Cleveland Browns     | North            | 7                | 10               | 0                | 0,412            | 4–8              | 0,492            | 0,524            |
| 13               | Las Vegas Raiders    | West             | 6                | 11               | 0                | 0,353            | 5–7              | 0,397            | 0,474            |
| 14               | Denver Broncos       | West             | 5                | 12               | 0                | 0,294            | 3–9              | 0,465            | 0,481            |
| 15               | Indianapolis Colts   | South            | 4                | 12               | 1                | 0,265            | 4–7–1            | 0,500            | 0,512            |
| 16               | Houston Texans       | South            | 3                | 13               | 1                | 0,206            | 3–8–1            | 0,402            | 0,481            |

| NFC              | NFC                   | NFC              | NFC              | NFC              | NFC              | NFC              | NFC              | NFC              | NFC              |
| Platz            | Team                  | Division         | S                | N                | U                | SQ               | CONF             | SOV              | SOS              |
| Division leaders | Division leaders      | Division leaders | Division leaders | Division leaders | Division leaders | Division leaders | Division leaders | Division leaders | Division leaders |
| ---------------- | --------------------- | ---------------- | ---------------- | ---------------- | ---------------- | ---------------- | ---------------- | ---------------- | ---------------- |
| 1                | Philadelphia Eagles   | East             | 14               | 3                | 0                | 0,824            | 9–3              | 0,460            | 0,474            |
| 2 c              | San Francisco 49ers   | West             | 13               | 4                | 0                | 0,765            | 10–2             | 0,414            | 0,417            |
| 3 c              | Minnesota Vikings     | North            | 13               | 4                | 0                | 0,765            | 8–4              | 0,425            | 0,474            |
| 4                | Tampa Bay Buccaneers  | South            | 8                | 9                | 0                | 0,471            | 8–4              | 0,426            | 0,503            |
| Wild Cards       |                       |                  |                  |                  |                  |                  |                  |                  |                  |
| 5                | Dallas Cowboys        | East             | 12               | 5                | 0                | 0,706            | 8–4              | 0,485            | 0,507            |
| 6                | New York Giants       | East             | 9                | 7                | 1                | 0,559            | 4–7–1            | 0,395            | 0,526            |
| 7 b              | Seattle Seahawks      | West             | 9                | 8                | 0                | 0,529            | 6–6              | 0,382            | 0,462            |
| Ausgeschieden    |                       |                  |                  |                  |                  |                  |                  |                  |                  |
| 8 b              | Detroit Lions         | North            | 9                | 8                | 0                | 0,529            | 7–5              | 0,451            | 0,535            |
| 9                | Washington Commanders | East             | 8                | 8                | 1                | 0,500            | 5–6–1            | 0,449            | 0,536            |
| 10               | Green Bay Packers     | North            | 8                | 9                | 0                | 0,471            | 6–6              | 0,449            | 0,524            |
| 11 a             | Carolina Panthers     | South            | 7                | 10               | 0                | 0,412            | 6–6              | 0,437            | 0,474            |
| 12 a             | New Orleans Saints    | South            | 7                | 10               | 0                | 0,412            | 5–7              | 0,462            | 0,507            |
| 13 a             | Atlanta Falcons       | South            | 7                | 10               | 0                | 0,412            | 6–6              | 0,429            | 0,467            |
| 14               | Los Angeles Rams      | West             | 5                | 12               | 0                | 0,294            | 3–9              | 0,341            | 0,517            |
| 15               | Arizona Cardinals     | West             | 4                | 13               | 0                | 0,235            | 3–9              | 0,368            | 0,529            |
| 16               | Chicago Bears         | North            | 3                | 14               | 0                | 0,176            | 1–11             | 0,480            | 0,571            |

 Für die Play-offs qualifiziert
Quelle: nfl.com
Legende:
| Siege              | Niederlagen           | Unentschieden         | SQ Siegquote                              | DIV Sieg-Niederlagen-Verhältnis innerhalb der Division | CONF Sieg-Niederlagen-Verhältnis innerhalb der Conference |
| P+ gemachte Punkte | P− gegnerische Punkte | Diff. Punktedifferenz | Serie Gewonnene/verlorene Spiele in Folge | SOV Stärke der besiegten Teams                         | SOS Stärke der bisherigen Gegner                          |

### Play-offs
Die Play-offs begannen am 14. Januar 2023. Dabei wurde das 2020 eingeführte Format mit drei Wildcardspielen pro Conference beibehalten. Am Ende stand der Super Bowl LVII, der am 12. Februar 2023 im State Farm Stadion in Glendale, Arizona stattfand.
Aufgrund des Abbruchs des Spiels zwischen den Cincinnati Bengals und den Buffalo Bills in Woche 17, die zu diesem Zeitpunkt bereits beide für die Play-offs qualifiziert waren, gehen die beiden Teams mit einem bestrittenen Spiel weniger in die Play-offs. Um dadurch entstehende Wettbewerbsvorteile oder -nachteile zu reduzieren, galten folgende Sonderregeln für die Ansetzungen in den Play-offs:
- Das AFC Championship Game wird auf einem neutralen Platz ausgetragen werden, sollten beide teilnehmenden Teams eine ungleiche Anzahl an Spielen bestritten haben und falls beide eine Chance auf den Nummer-eins-Seed gehabt hätten, hätten alle Teams 17 Spiele bestritten. Dieses Szenario tritt ein, sollten Kansas City und Buffalo aufeinander treffen und beide am letzten Spieltag das gleiche Ergebnis erzielen, oder sollte Cincinnati auf Kansas City treffen, falls Cincinnati am letzten Spieltag gewinnt und Kansas City das letzte Spiel verliert.
- Sollten die Baltimore Ravens die Cincinnati Bengals in Woche 18 schlagen, hätten beide Teams 11 Siege und Baltimore hätten den direkten Vergleich mit zwei Siegen für sich entschieden, dennoch wird Cincinnati (11–5) in diesem Fall als Heimmannschaft für die Play-offs gesetzt, da sie eine höhere Quote an gewonnenen Spielen als Baltimore (11–6) hätten. Dies gilt nicht, sollten die beiden Teams in der ersten Runde der Play-offs aufeinandertreffen, in diesem Fall würde durch einen Münzwurf entschieden, wer Heimrecht hat.[65]

|  |                                  |                                  |                                  |              |               |                                    |                             |                             |                               |              |                          |                          |                          |                 |  |            |             |            |
|  | Wild Card Round                  | Wild Card Round                  | Wild Card Round                  |              |               | Divisional Round                   | Divisional Round            | Divisional Round            |                               |              | Conference Championships | Conference Championships | Conference Championships |                 |  | Super Bowl | Super Bowl  | Super Bowl |
|  | Wild Card Round                  | Wild Card Round                  | Wild Card Round                  |              |               | Divisional Round                   | Divisional Round            | Divisional Round            |                               |              | Conference Championships | Conference Championships | Conference Championships |                 |  | Super Bowl | Super Bowl  | Super Bowl |
|  |                                  |                                  |                                  |              |               |                                    |                             |                             |                               |              |                          |                          |                          |                 |  |            |             |            |
|  |                                  |                                  |                                  |              |               | 21. Jan. – Lincoln Financial Field |                             |                             |                               |              |                          |                          |                          |                 |  |            |             |            |
|  | 15. Jan. – U.S. Bank Stadium     |                                  |                                  |              |               |                                    |                             |                             |                               |              |                          |                          |                          |                 |  |            |             |            |
|  |                                  |                                  | 1                                | Philadelphia | 38            |                                    |                             |                             |                               |              |                          |                          |                          |                 |  |            |             |            |
|  | 3                                | Minnesota                        | 1                                | Philadelphia | 38            | 24                                 |                             |                             |                               |              |                          |                          |                          |                 |  |            |             |            |
|  | 3                                | Minnesota                        |                                  |              | 6             | 24                                 | NY Giants                   | 7                           |                               |              |                          |                          |                          |                 |  |            |             |            |
|  | 6                                | NY Giants                        | 31                               |              |               |                                    |                             |                             |                               |              |                          |                          |                          |                 |  |            |             |            |
|  | 6                                | NY Giants                        | 31                               |              |               | 29. Jan. – Lincoln Financial Field |                             |                             |                               |              |                          |                          |                          |                 |  |            |             |            |
|  |                                  |                                  |                                  |              |               |                                    |                             |                             |                               |              |                          |                          |                          |                 |  |            |             |            |
|  |                                  |                                  |                                  |              |               |                                    |                             |                             | 1                             | Philadelphia | 31                       |                          |                          |                 |  |            |             |            |
|  | 14. Jan. – Levi’s Stadium        |                                  |                                  |              |               |                                    |                             |                             | 1                             | Philadelphia | 31                       |                          |                          |                 |  |            |             |            |
|  |                                  |                                  |                                  |              |               |                                    |                             | 2                           | San Francisco                 | 7            |                          |                          |                          |                 |  |            |             |            |
|  | 2                                | San Francisco                    | 41                               |              |               |                                    |                             |                             | San Francisco                 | 7            |                          |                          |                          |                 |  |            |             |            |
|  | 2                                | San Francisco                    | 41                               |              |               | NFC Championship                   |                             |                             |                               |              |                          |                          |                          |                 |  |            |             |            |
|  | 7                                | Seattle                          | 23                               |              |               | 22. Jan. – Levi’s Stadium          | 22. Jan. – Levi’s Stadium   | 22. Jan. – Levi’s Stadium   |                               |              |                          |                          |                          |                 |  |            |             |            |
|  | 7                                | Seattle                          | 23                               |              |               |                                    | 22. Jan. – Levi’s Stadium   | 22. Jan. – Levi’s Stadium   |                               |              |                          |                          |                          |                 |  |            |             |            |
|  |                                  |                                  |                                  | 2            | San Francisco | 19                                 |                             |                             |                               |              |                          |                          |                          |                 |  |            |             |            |
|  |                                  |                                  |                                  | 2            | San Francisco | 19                                 |                             |                             |                               |              |                          |                          |                          |                 |  |            |             |            |
|  | 16. Jan. – Raymond James Stadium | 16. Jan. – Raymond James Stadium | 16. Jan. – Raymond James Stadium |              |               | 5                                  | Dallas                      | 12                          |                               |              |                          |                          |                          |                 |  |            |             |            |
|  | 16. Jan. – Raymond James Stadium | 16. Jan. – Raymond James Stadium | 16. Jan. – Raymond James Stadium |              |               | 5                                  | Dallas                      | 12                          | 12. Feb. – State Farm Stadium |              |                          |                          |                          |                 |  |            |             |            |
|  | 4                                | Tampa Bay                        | 14                               |              |               |                                    |                             |                             |                               |              |                          |                          |                          |                 |  |            |             |            |
|  | 4                                | Tampa Bay                        | 14                               |              |               |                                    |                             |                             |                               |              |                          | N1                       | Philadelphia             | 35              |  |            |             |            |
|  | 5                                | Dallas                           | 31                               |              |               |                                    |                             |                             |                               |              |                          |                          |                          | 35              |  |            |             |            |
|  | 5                                | Dallas                           | 31                               |              |               |                                    |                             |                             |                               |              |                          |                          |                          |                 |  | A1         | Kansas City | 38         |
|  |                                  |                                  |                                  |              |               |                                    |                             |                             |                               |              |                          |                          |                          |                 |  | A1         | Kansas City | 38         |
|  |                                  |                                  |                                  |              |               |                                    |                             |                             |                               |              |                          |                          |                          | Super Bowl LVII |  |            |             |            |
|  |                                  |                                  |                                  |              |               | 21. Jan. – Arrowhead Stadium       |                             |                             |                               |              |                          |                          |                          |                 |  |            |             |            |
|  | 14. Jan. – TIAA Bank Field       |                                  |                                  |              |               |                                    |                             |                             |                               |              |                          |                          |                          |                 |  |            |             |            |
|  |                                  |                                  | 1                                | Kansas City  | 27            |                                    |                             |                             |                               |              |                          |                          |                          |                 |  |            |             |            |
|  | 4                                | Jacksonville                     | 1                                | Kansas City  | 27            | 31                                 |                             |                             |                               |              |                          |                          |                          |                 |  |            |             |            |
|  | 4                                | Jacksonville                     |                                  |              | 4             | 31                                 | Jacksonville                | 20                          |                               |              |                          |                          |                          |                 |  |            |             |            |
|  | 5                                | LA Chargers                      | 30                               |              |               |                                    |                             |                             |                               |              |                          |                          |                          |                 |  |            |             |            |
|  | 5                                | LA Chargers                      | 30                               |              |               | 29. Jan. – Arrowhead Stadium       |                             |                             |                               |              |                          |                          |                          |                 |  |            |             |            |
|  |                                  |                                  |                                  |              |               |                                    |                             |                             |                               |              |                          |                          |                          |                 |  |            |             |            |
|  |                                  |                                  |                                  |              |               |                                    |                             |                             | 1                             | Kansas City  | 23                       |                          |                          |                 |  |            |             |            |
|  | 15. Jan. – Highmark Stadium      |                                  |                                  |              |               |                                    |                             |                             | 1                             | Kansas City  | 23                       |                          |                          |                 |  |            |             |            |
|  |                                  |                                  |                                  |              |               |                                    |                             | 3                           | Cincinnati                    | 20           |                          |                          |                          |                 |  |            |             |            |
|  | 2                                | Buffalo                          | 34                               |              |               |                                    |                             |                             | Cincinnati                    | 20           |                          |                          |                          |                 |  |            |             |            |
|  | 2                                | Buffalo                          | 34                               |              |               | AFC Championship                   |                             |                             |                               |              |                          |                          |                          |                 |  |            |             |            |
|  | 7                                | Miami                            | 31                               |              |               | 22. Jan. – Highmark Stadium        | 22. Jan. – Highmark Stadium | 22. Jan. – Highmark Stadium |                               |              |                          |                          |                          |                 |  |            |             |            |
|  | 7                                | Miami                            | 31                               |              |               |                                    | 22. Jan. – Highmark Stadium | 22. Jan. – Highmark Stadium |                               |              |                          |                          |                          |                 |  |            |             |            |
|  |                                  |                                  |                                  | 2            | Buffalo       | 10                                 |                             |                             |                               |              |                          |                          |                          |                 |  |            |             |            |
|  |                                  |                                  |                                  | 2            | Buffalo       | 10                                 |                             |                             |                               |              |                          |                          |                          |                 |  |            |             |            |
|  | 15. Jan. – Paycor Stadium        | 15. Jan. – Paycor Stadium        | 15. Jan. – Paycor Stadium        |              |               | 3                                  | Cincinnati                  | 27                          |                               |              |                          |                          |                          |                 |  |            |             |            |
|  | 15. Jan. – Paycor Stadium        | 15. Jan. – Paycor Stadium        | 15. Jan. – Paycor Stadium        |              |               | 3                                  | Cincinnati                  | 27                          |                               |              |                          |                          |                          |                 |  |            |             |            |
|  | 3                                | Cincinnati                       | 24                               |              |               |                                    |                             |                             |                               |              |                          |                          |                          |                 |  |            |             |            |
|  | 3                                | Cincinnati                       | 24                               |              |               |                                    |                             |                             |                               |              |                          |                          |                          |                 |  |            |             |            |
|  | 6                                | Baltimore                        | 17                               |              |               |                                    |                             |                             |                               |              |                          |                          |                          |                 |  |            |             |            |
|  | 6                                | Baltimore                        | 17                               |              |               |                                    |                             |                             |                               |              |                          |                          |                          |                 |  |            |             |            |